# Tlaloquetotontli
Les Tlaloquetotontli, dans la mythologie aztèque, sont des déesses marines. Selon Sahagún, elles sont les filles de Tlaloc et de Chalchiuhtlicue, au nombre d'infini, leur rôle est symétrique à celui de leurs frères, les dieux fleuves Tlaloque, qui sont également infinis. Chacune était la gardienne d'un fleuve, d'un lac. Elles ont une sœur plus grande appelée Huixtocihuatl.